# Xysticus alpinus
Xysticus alpinus is een spinnensoort uit de familie van de krabspinnen (Thomisidae). Tot 2018 werd dit taxon beschouwd als een ondersoort van de boskrabspin (Xysticus lanio).
De wetenschappelijke naam van de soort werd door Władysław Kulczyński in 1887 als Xysticus lateralis alpinus in de rang van ondersoort gepubliceerd. In 2018 waardeerden Francesco Ballarin, Paolo Pantini en Mauro Gobbi het taxon op tot soort.